# La Compuerta, Delstaten Mexiko
La Compuerta är en ort i Mexiko.   Den ligger i kommunen Tenancingo och delstaten Mexiko, i den sydöstra delen av landet, 70 km sydväst om huvudstaden Mexico City. La Compuerta ligger 2 156 meter över havet och antalet invånare är 605.
Terrängen runt La Compuerta är lite bergig, och sluttar söderut. Runt La Compuerta är det tätbefolkat, med 550 invånare per kvadratkilometer. Närmaste större samhälle är Tenancingo de Degollado, 2,0 km sydost om La Compuerta. Omgivningarna runt La Compuerta är en mosaik av jordbruksmark och naturlig växtlighet.